# 普拉塔坎波尔塔乔
普拉塔坎波尔塔乔（義大利語：Prata Camportaccio），是意大利松德里奥省的一个市镇。总面积27平方公里，人口2880人，人口密度106.7人/平方公里（2009年）。国家统计（ISTAT）代码为014054。